# Tabernacolo della Madonna del Buon Viaggio
Il Tabernacolo della Madonna del Buon Viaggio si trova a Capanne, frazione del comune di Montopoli in Val d'Arno, sul margine di Via Tosco-Romagnola, strada di accesso al paese da Occidente. Esso conserva al suo interno la venerata immagine della Madonna del Buon Viaggio. 

## Storia
Le origini dell'immagine della Madonna del Buon Viaggio sono ignote. Il fatto che il borgo di Capanne si trovasse lungo la Strada Regia Pisana, luogo di passaggio per chi da Pisa si recava a Firenze, lascia ipotizzare che il dipinto sia stato realizzato da un anonimo viandante, che trascorse la notte nelle stalle della villa signorile dei Marchesi Pucci e che lo lasciò in quel luogo al momento della sua partenza. Nel 1838, la villa divenne proprietà del Cavalier Gazzini, il quale trovò l'immagine della Madonna e ne restò colpito a tal punto da far edificare un'edicola lungo la strada.
Il tabernacolo subì alcuni rilevanti interventi nel 1958, mentre nel 2014 è stato oggetto di un grande lavoro di restauro conservativo che lo ha riportato allo splendore originario. 

## Descrizione

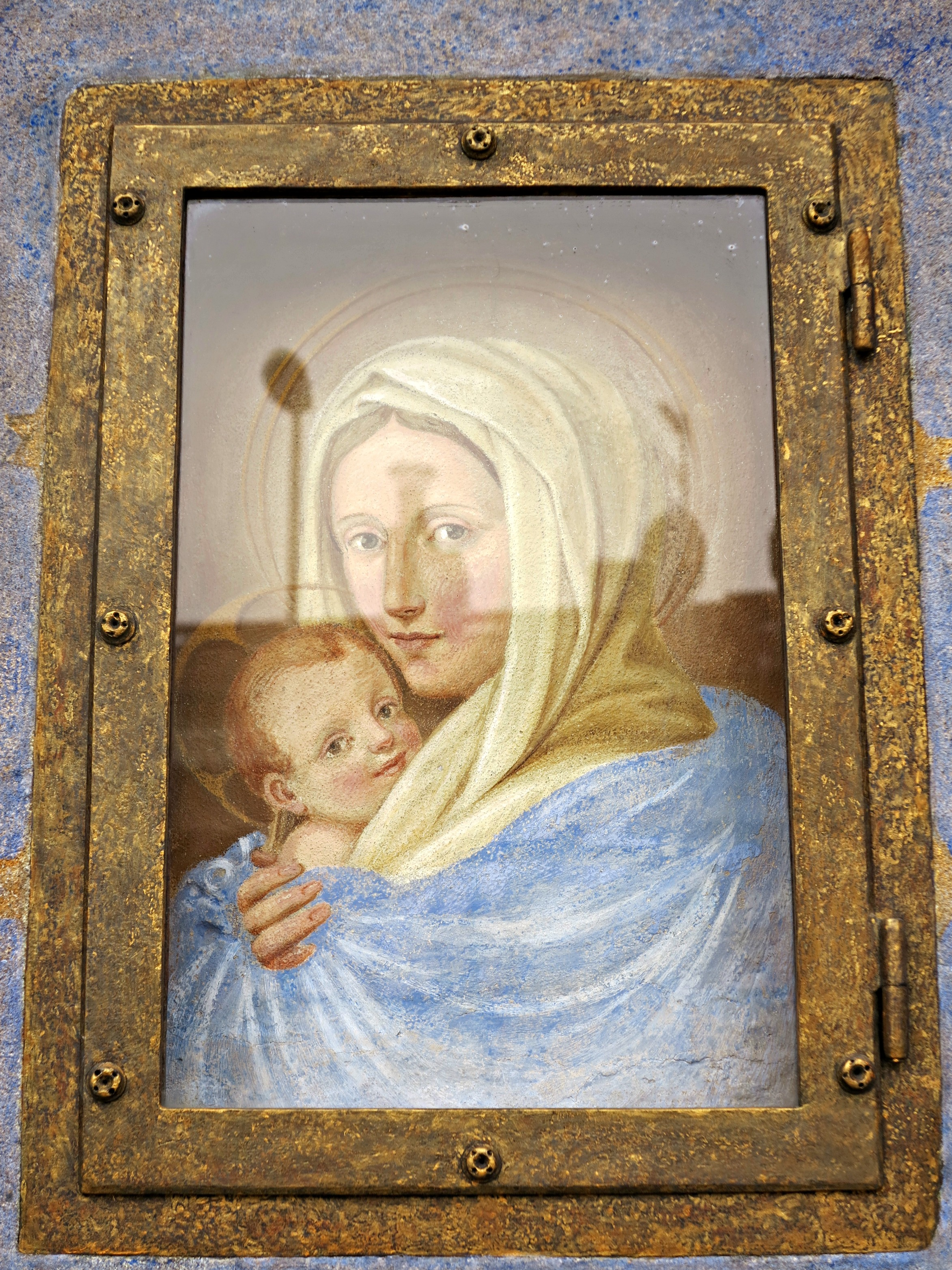
Tegola piana raffigurante la Madonna del Buon Viaggio

Il dipinto, realizzato con pittura ad olio su tegola piana, raffigura una Madonna con bambino, soggetto tradizionale dell'iconografia cristiana. Un velo dalla tonalità di beige tendente al panna avvolge i capelli della Madonna contornandone il volto roseo, mentre un manto dal tono azzurro copre le spalle e avvolge il corpo del bambino. Entrambi i soggetti presentano l’attributo figurativo dell'aureola, secondo le norme che ne regolano l'iconografia: un'aureola circolare con una croce inscritta al suo interno per il bambino e un'aureola formata da due circonferenze concentriche per la Madonna. Sul margine inferiore della tegola piana è presente l’iscrizione: "Immagine miracolosa della SS. Madonna del Buon Viaggio". 
Il tabernacolo interno, edificato in pietra serena, è decorato da due lesene con capitelli di ordine ionico, sormontate da una trabeazione la quale, in luogo del fregio, presenta una lastra marmorea recante l'iscrizione: "Regina advocata nostra pregate per noi miseri peccatori". La nicchia contenente l'immagine della Madonna del Buon Viaggio è adornata con decorazioni evidentemente posteriori al dipinto: fregi nella sezione superiore, un cielo in colori minerali con stelle dorate nella sezione centrale e un cartiglio con l'iscrizione "Madonna del Buon Viaggio" nella sezione inferiore. Il tabernacolo interno è avvolto da una struttura in muratura di carattere neogotico che culmina in un arco a sesto acuto triplice.

## Culto della venerata immagine
L'immagine della Madonna del Buon Viaggio divenne fin da subito oggetto di venerazione da parte degli abitanti del paese e dei viandanti: in molti accorrevano ai piedi di Maria Santissima, anche dai territori vicini, per fermarsi in preghiera e chiedere guida e sostegno per il viaggio che si accingevano ad affrontare. 
Nell'anno 1927, il Sacerdote Omero Cecconi, curato della Cappellania di Capanne, istituì la festa della Madonna del Buon Viaggio, da celebrarsi ogni anno nell'ultima domenica di settembre, quando tutti gli abitanti del paese, molti dei quali mattonai che trascorrevano l'estate al lavoro nell'Italia Settentrionale, facevano ritorno a casa e rendevano grazie a Maria Santissima per averli custoditi nel loro viaggio. Ogni anno, i festeggiamenti si protraggono per la durata di una intera settimana, culminando l'ultima domenica di settembre, giorno della festa vera e propria: fino a un decennio fa era previsto il lancio di una mongolfiera, accompagnata da centinaia di palloncini colorati; oggi, tuttavia, l'urbanizzazione della zona e la presenza di numerose vie di comunicazione non permettono più che la mongolfiera possa continuare ad essere lanciata i cielo.

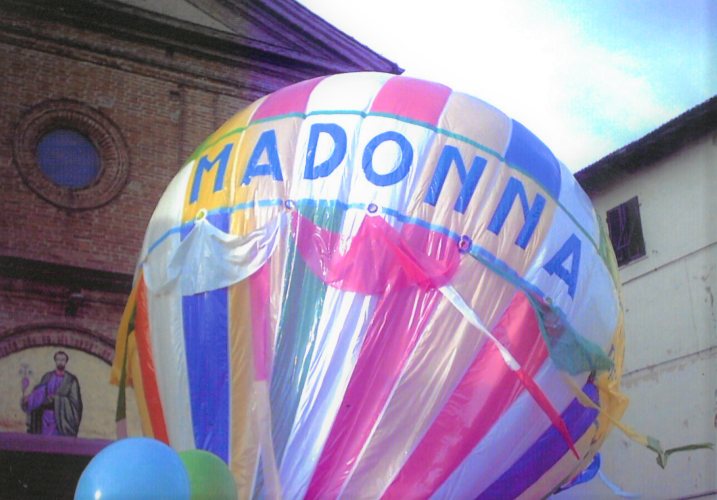
Lancio della mongolfiera nel giorno della festa della Madonna del Buon Viaggio, 25 settembre 2005.

## Preghiera alla Madonna del Buon Viaggio
Mons. Ugo Giubbi, Vescovo della Diocesi di San Miniato dal 1928 al 1946, vista la fervente venerazione dell’immagine sacra e la sua notorietà in tutto il Valdarno inferiore, redasse una preghiera mediante la quale potersi rivolgere degnamente alla Madonna, qui venerata con il titolo di "Madre del Buon Viaggio".
Santissima Vergine Immacolata, Madre del Buon Viaggio, Signora e Madre nostra,
eccoci, poveri pellegrini, ai Tuoi piedi.
Addolorati e stanchi per le sofferenze del faticoso ed incerto cammino di questa valle di pianto,
pieni di fiducia Ti invochiamo: «Madre Santissima del Buon Viaggio, abbi misericordia di noi».
Quando sul Calvario, ai piedi della Croce, dal cuore amantissimo del Redentore Divino,
Ti fu affidata, qual preziosa eredità, l'umanità redenta, allargasti, pietosa, le braccia,
e nella persona del discepolo prediletto stringesti al Tuo cuore immacolato il genere umano,
cominciando la Tua missione in soccorso di tutta l'umanità pellegrina ancora su questa terra d'esilio.
Fin da quel momento su di Te, o celeste Regina, si è posato lo sguardo di tutti,
e da ogni cuore è uscita concorde, questa unica voce: «Iter para tutum»
Prepara, o Madre S, un viaggio sicuro e tranquillo ai Tuoi figli, erranti fra tanti pericoli e difficoltà, lungo il cammino della loro vita.
E questa, che è pur la nostra preghiera, degnati di ascoltarla, o Divina madre. Così speriamo.
Così sia.
Tre Ave Maria
Dopo ciascuna Ave Maria, la giaculatoria:
«Madre del Buon Viaggio, guidaci, assistici, salvaci».